# Ole Christian Eidhammer
Ole Christian Eidhammer, född 15 april 1965 i Molde i Møre og Romsdal fylke, är en norsk tidigare backhoppare. Han representerade Heimdal Idrettsforening och Trønderhopp.

## Karriär
Ole Christian Eidhammer debuterade internationellt i världscupen i skidflygningsbacken på hemmaplan i Vikersund 20 februari 1983. Han blev nummer 10 i tävlingen som vanns av Matti Nykänen från Finland. Månaden efter deltog Eidhammer i junior-VM 1983 i Kuopio i Finland. Där vann han silvermedaljen efter segrande österrikaren Franz Wiegele och före Tuomo Ylipulli från Finland.
Eidhammer kom på prispallen under världscuptävlingen i Holmenkollen (Holmenkollrennet) i Oslo 11 mars 1984 då han blev nummer tre efter Vladimir Podzimek och Pavel Ploc, båda från Tjeckoslovakien. Eidhammer kom även på prispallen i världscupsammanhang i avslutningstävlingen i tysk-österrikiska backhopparveckan i Paul-Ausserleitner-Schanze i Bischofshofen i Österrike 6 januari 1988 då han slogs av Matti Nykänen och jugoslaviska Primož Ulaga. Säsongen 1987/1988 var hans bästa i världscupen. Då blev han nummer 14 totalt.
Ole Christian Eidhammer deltog i Skid-VM 1984 (som bestod av lagtävlingar med backhoppning i Engelberg, Schweiz och nordisk kombination i  Rovaniemi i Finland,  eftersom grenarna inte fanns med vid olympiska vinterspelen 1984 i Sarajevo i det dåvarande Jugoslavien). Eidhammer blev nummer 6 i lagtävlingen i backhoppning tillsammans med det norska laget. Finland vann tävlingen före Östtyskland och Tjeckoslovakien. Under Skid-VM 1987 i Oberstdorf i Västtyskland blev Eidhammer nummer 37 i normalbacken och 26 i stora backen. I lagtävlingen vann hann en silvermedalj tillsammans med lagkamraterna Hroar Stjernen, Ole Gunnar Fidjestøl och Vegard Opaas. Norge var 36,1 poäng efter segrande Finland och 10,5 poäng före Österrike.
Under olympiska spelen 1984 i Sarajevo i Jugoslavien, hoppade Ole Christian Eidhammer i normalbacken och slutade som nummer 18. Matti Nykänen vann tävlingen. I OS 1988 i Calgary i Kanada tävlade Eidhammer i samtliga grenar. Han blev nummer 19 (normalbacken) och 17 i de individuella tävlingarna. I lagtävlingen vann han en olympisk bronsmedalj tillsammans med Jon Inge Kjørum, Ole Gunnar Fidjestøl och Erik Johnsen. Norge var 38,3 poäng efter segrande Finland och 29,4 poäng efter Jugoslavien.
Säsongen efter olympiska spelen i Calgary blev svår för Eidhammer och han tävlade sista gången i världscupen i Lake Placid i USA 10 december 1989. Han blev nummer 30 och avslutade backhoppskarriären efter tävlingen.